# Casa Vernich
La Casa Vernich se encuentra situada en la calle de Sant Llorenç número 8, en el municipio de Carcagente (Valencia), España.

## Edificio
El edificio fue construido a instancias de Juan Bautista Vernich para su propia vivienda particular. Era un comerciante de naranjas de Carcagente que tenía un almacén en la calle de Santa Ana. Su estilo arquitectónico es el modernismo valenciano.
Consta de planta baja, dos alturas y ático. Destaca el artesonado típicamente modernista que se halla en la parte superior de los balcones y ventanas así como en los óculos del ático. Las rejas de las ventanas y la barandilla de los balcones están elaboradas en forja de hierro. 
El interior del edificio conserva diversa ornamentación y mobiliario de estilo modernista como una vidriera original en la puerta de entrada, el artesonado del techo en un salón, etc. En el interior del edificio se encuentra un pequeño patio central.